# Ремизов, Николай Николаевич
Николай Николаевич Ремизов (1923 — 1979) — советский  гвардии старшина, комсорг 1-го танкового батальона, 59-й гвардейской танковой бригады, 8-го гвардейского танкового корпуса, 2-й ударной армии, 2-го Белорусского фронта. Полный кавалер Ордена Славы.

## Биография
Родился в 1923 году в посёлке Черепеть (ныне Суворовского района, Тульской области) в рабочей семье.
Окончил семь классов, после начала войны, с 1941 года добровольно вступил в ряды РККА.
С 1943 года после окончания школы младших командиров был направлен в действующую армию — автоматчик моторизованного батальона автоматчиков 59-й гвардейской танковой бригады, 8-го гвардейского танкового корпуса, 2-й ударной армии, в составе воевал на  Брянском и Воронежском фронтах, был дважды ранен.
24 июля 1944 года гвардии старший сержант  Н. Н. Ремизов в бою под городом Люблин в Польше попав в окружение вражеских пехотинцев, которые пытались взять его живым, проявил смелость и решительность, в неравном бою огнем из автомата сразил семь гитлеровцев и двух взял в плен. При дальнейшем наступлении был ранен, но поле боя не покинул до выполнения поставленной задачи. За это 12 августа 1944 года Указом Президиума Верховного Совета СССР награждён  Орденом Славы 3-й степени.
В ночь на 23 августа 1944 года в боях за населённый пункт Воля-Раштовска в Польше, действуя в составе разведгруппы, незаметно подкрался к пулемету противника и забросал его гранатами. Продолжая вести разведку, столкнулся с вражеской заставой, уничтожил около десяти гитлеровцев и захватил несколько автоматов. 18 октября 1944 года Указом Президиума Верховного Совета СССР награждён  Орденом Славы 2-й степени.
20 февраля 1945 года в бою за важный опорный пункт Лихтенталь в Польше, когда выбыл из строя командир десанта на танках, взял командование на себя и повел автоматчиков в атаку. В скоротечном бою было уничтожено несколько десятков гитлеровцев, взято в плен восемнадцать врагов и захвачено четыре орудия. 29 июня 1945 года  Указом Президиума Верховного Совета СССР награждён Орденом Славы 1-й степени.
В 1945 году демобилизован в звании старшины. Работал в геологоразведочных партиях на Дальнем Востоке, жил в посёлке Экимчан в Амурской области, затем возвратился в родной посёлок Черепеть.
Умер в 1979 году в посёлке Черепеть Суворовского района, Тульской области.

## Награды
- Орден Славы I степени (1945)
- Орден Славы II степени (1944)
- Орден Славы III степени (1944)